# Championnats d'Asie de tir à l'arc 2019
Navigation
Édition précédente Édition suivante
Les championnats d'Asie de tir à l'arc 2019 sont une compétition sportive de tir à l'arc qui est organisée en 2019 à Bangkok, en Thaïlande. Il s'agit de la 21e édition des championnats d'Asie de tir à l'arc.

## Résultats

### Classique
| Épreuves          | Or                                                      | Argent                                              | Bronze                                                                    |
| ----------------- | ------------------------------------------------------- | --------------------------------------------------- | ------------------------------------------------------------------------- |
| Individuel hommes | Lee Woo-seok                                            | Kim Woo-jin                                         | Atanu Das                                                                 |
| Individuel femmes | Kang Chae-young                                         | Zheng Yichai                                        | Cao Hui                                                                   |
| Par équipe hommes | Corée du Sud Kim Woo-jin Lee Woo-seok Oh Jin-hyek       | Corée du Nord Kim Kuk-song Kim Sung-hyok Ri Tae-bom | Athlètes indépendants Atanu Das Tarundeep Rai Jayanta Talukdar            |
| Par équipe femmes | Corée du Sud Choi Mi-sun Kang Chae-young Lee Eun-gyeong | Chine Cao Hui Long Xiaoqing Zheng Yichai            | Athlètes indépendants Ankita Bhakat Deepika Kumari Bombayla Devi Laishram |
| Par équipe mixte  | Corée du Sud Kang Chae-young Kim Woo-jin                | Taipei chinois Le Chien-ying Su Yu-yang             | Athlètes indépendants Deepika Kumari Atanu Das                            |

### À poulie
| Épreuves          | Or                                                         | Argent                                                                       | Bronze                                                                       |
| ----------------- | ---------------------------------------------------------- | ---------------------------------------------------------------------------- | ---------------------------------------------------------------------------- |
| Individuel hommes | Choi Yong-hee                                              | Nguyen Van Day                                                               | Yang Jae-won                                                                 |
| Individuel femmes | Seol Dayeong                                               | So Chae-won                                                                  | Lin Ming-ching                                                               |
| Par équipe hommes | Corée du Sud Choi Eun-kyu Choi Yong-hee Yang Jae-won       | Athlètes indépendants Mohan Ramswaroop Bhardwaj Rajat Chauhan Abhishek Verma | Iran Danial Heidarzadehdehkordi Nima Mahboubi Matbooe Mohammadsaleh Palizban |
| Par équipe femmes | Corée du Sud Seol Dayeong So Chae-won Song Yun-soo         | Athlètes indépendants Priya Gurjar Muskan Kirar Jyothi Surekha Vennam        | Kazakhstan Viktoriya Lyan Diana Makarchuk Adel Zhexenbinova                  |
| Par équipe mixte  | Athlètes indépendants Jyothi Surekha Vennam Abhishek Verma | Taipei chinois Chen Yi-hsuan Chen Chieh-lun                                  | Corée du Sud So Chae-won Yang Jae-won                                        |

### Tableau des médailles
| Rang  | Nation                | Or | Argent | Bronze | Total |
| ----- | --------------------- | -- | ------ | ------ | ----- |
| 1     | Corée du Sud          | 9  | 2      | 2      | 13    |
| 2     | Athlètes indépendants | 1  | 2      | 4      | 7     |
| 3     | Chine                 | 0  | 2      | 1      | 3     |
| 3     | Taipei chinois        | 0  | 2      | 1      | 3     |
| 5     | Corée du Nord         | 0  | 1      | 0      | 1     |
| 5     | Viêt Nam              | 0  | 1      | 0      | 1     |
| 5     | Iran                  | 0  | 0      | 1      | 1     |
| 5     | Kazakhstan            | 0  | 0      | 1      | 1     |
| Total | Total                 | 10 | 10     | 10     | 30    |